# Johannes Mejer (Dichter)
Johannes Mejer (* 1605/1606 in Hadersleben; † Ende 1659/Anfang 1660 vermutlich in Bordesholm) war ein dänischer Lehrer und Dichter.

## Leben und Wirken
Johannes Mejer war ein Sohn des Pastors Bernhard Mejer und dessen erster Ehefrau Botilde, geborene Tolner. Der gleichnamige, gleichaltrige Kartograf war sein Cousin. Der Nachname der Familie ist in Quellen wechselnd genannt. Neben der Schreibweise „Mejer“ sind oftmals sind auch latinisierte Schreibweisen wie Mejerus, Meierus oder Meyerus zu finden. Mejer selbst bezeichnete sich zumeist als „Mejerus“.
Mejer besuchte ab 1624 das Akademische Gymnasium in Hamburg, das er mit dem Baccalaureat verließ. Er studierte ab August 1627 an der Universität Rostock und wechselte 1628 an die Universität Kopenhagen. Im Winter 1629/30 war er Lehrer von Prinz Ulrich von Dänemark. Versehen mit einem an Gerhard Johannes Vossius gerichteten Empfehlungsschreibens von Johann Lauremberg schrieb er sich im Mai 1630 an der Universität Leiden ein. Gemäß einem Stammbucheintrag seines Freundes Paul Moth hielt er sich dort bis zum April 1633 auf. Während und nach der Zeit in Leiden unternahm er, wahrscheinlich als Hofmeister, Auslandsreisen.
Mejer ging spätestens 1634 erneut nach Kopenhagen und bekam im April 1635 eine Stelle als Erzieher von Johann (1625–1640), dem ältesten Sohn von Philipp von Schleswig-Holstein-Sonderburg-Glücksburg, den er 1636 nach England begleitete. Ende der 1630er Jahre lebte er in den königlichen Residenzen Glückstadt, Schloss Frederiksborg und Kolding und war daher vermutlich Mitglied des Hofstaats Christians IV. Im April 1641 wechselte er als Direktor an die Domschule in Ripen. Ende 1646 oder Anfang 1647 verließ er ungenehmigt die Schule. Der Grund soll eine unglückliche Liebesbeziehung gewesen sein. Mejer wurde danach verabschiedet und beschäftigte sich anschließend mehrere Jahre mit privaten Studien.
Otto Sperling schrieb, dass Mejer von Herzog Friedrich III. von Schleswig-Holstein-Gottorf den Auftrag erhalten habe, Corfitz Ulfeldt geheim zu kontaktieren und diesen zu bitten, ihn zum Nachfolger von König Christian IV. zu machen. Mejer hatte mit seiner Mission keinen Erfolg. Ab 1650 arbeitete er als Konrektor der Bordesholmer Fürstenschule unter Paul Sperling dem Jüngeren, Otto Sperlings Bruder, den er in der Schule in Hamburg kennengelernt hatte.
Mejers Todesdatum ist nicht genau bekannt. Sein Studienfreund Zacharias Lund schrieb am 28. März 1660 an den gemeinsamen Kommilitonen Vincenz Fabricius, dass Mejer schon vor einiger Zeit verstorben sei.

## Werke
Wie Lund kam Mejer aus einer Pastorenfamilie, wählte aber selbst keinen geistlichen Beruf. Nach dem Tod seines Lehrers Jesper Brochmand verfasste er für diesen ein Gedicht und signierte es mit der seinerzeit neuen Berufsbezeichnung als Philologiae Studiosus. Dies zeigt, dass er sich bewusst gegen eine geistliche Laufbahn entschied, obwohl es seine beruflichen Perspektiven erheblich einschränkte. Aus diesem Grund arbeitete er lange als wenig abgesicherter Privaterzieher und später als Lehrer. Dies bot Philologen außerhalb der Universität die Möglichkeit eines gesicherten Einkommens, wenngleich dort nur wenige von ihnen glücklich wurden, da sie neben ihren Unterrichtspflichten ihren wissenschaftlichen und literarischen Interessen nicht im gewünschten Umfang nachgehen konnten.
Mejers suchte den gesellschaftlichen Aufstieg und widmete seine Gelegenheitsgedichte daher nur renommierten dänischen Geistlichen wie Caspar Bartholin, Jesper Brochmand, Anders Sørensen Vedel oder einflussreichen Adligen wie Jørgen Seefeld, Christian Friis, Corfitz Ulfeldt und anderen. Christian IV. beschrieb ihn daher ungehalten als „hoffärtigen Esel“. Mit seinen Bemühungen hatte Mejer jedoch eindeutig keinen Erfolg, da er schließlich als bescheidener Konrektor in Bordesholm endete.
Mejer ist dem Späthumanismus zuzuordnen. Er galt als eleganter neulateinischer Dichter. Er schrieb insbesondere Elegien und in Hexametern gehaltene Heroengedichte. Aufgrund seiner Werke wurde er zum Poeta Laureatus ernannt. In gedruckter Form erschienen aber nur seine Gelegenheitsgedichte. Mejer beschäftigte sich darüber hinaus, ähnlich wie Ole Worm und Stephan Stephanius, mit den Altertümern Dänemarks. Mit theologischen Themen beschäftigte er sich offensichtlich erst in den letzten Lebensjahren.